# L'Hostal Nou (Malla)
L'Hostal Nou és una masia de Malla (Osona) inclosa a l'Inventari del Patrimoni Arquitectònic de Catalunya.

## Descripció
Segueix la tipologia de la majoria d'hostals que trobem per la Plana de Vic.

## Història
L'hostal és peculiar per la seva situació, ja que està a la vora de l'antic camí ral medieval que comunicava Vic amb Tona, actualment la carretera nacional que va de Puigcerdà a Barcelona.
Però l'antiga construcció fou incendiada i l'hostal fou renovat a principis del segle xx, al mateix temps que perd la seva funcionalitat com a hostal i esdevé, poc temps després, masia.